# Allocotesia
Allocotesia là một chi bướm đêm thuộc họ Geometridae.